# Continuum (serie de televisión)
Continuum es una serie de televisión canadiense de ciencia ficción distópica; producida por Reunion Pictures, Thunderbird Reunion Pictures, Boy Meets Girl Film Company, Shaw Media y GK-tv para Showcase en Canadá, relata la historia de una agente de policía en una corporatocracia en el año 2077, que accidentalmente viaja a 2012 junto con varios rebeldes terroristas condenados a muerte. Fue estrenada en los Estados Unidos por Syfy, en Latinoamérica en Syfy, en España también en Syfy, en Australia fue emitida en SF y después este canal es reemplazado por Syfy .

## Trama
En el año 2077, las corporaciones gobiernan la Unión Norteamericana, y hay un grupo de resistencia que emplea técnicas terroristas llamado Liber8 (liber eight, en inglés; Liberate, según el doblaje). En esa época Kiera Cameron (interpretada por Rachel Nichols) vive con su esposo Greg (John Reardon), y el hijo de ambos Sam (Sean Michael Kyer); y trabaja como «protectora» en los CPS (City Protective Services: servicios de protección de la ciudad). Como tal está equipada con implantes cibernéticos, un traje biosintético que le proporciona distintas habilidades (más fuerza, invisibilidad, protección contra las balas, picana eléctrica, etc.), un arma y una herramienta multiusos.
Seis meses después de que Kiera y otros agentes de CPS atraparan al líder de Liber8, Edouard Kagame (Tony Amendola), él junto con otros seis integrantes son condenados a muerte. En el momento de la ejecución, los condenados activan una máquina del tiempo. Kiera, al detectar algo irregular, se acerca y también es transportada. Aunque según Liber8 debían ser transportados al año 2065, los siete miembros de Liber8 y Kiera son transportados al 2012, donde esta última comienza a perseguirlos incluso antes de deducir qué les ha sucedido.
Durante la persecución, Kiera intenta infructuosamente comunicarse con CPS mediante el uso de un implante cibernético; en lugar de ello, se comunica con un joven inventor que más tarde identifica como Alec Sadler (Erik Knudsen). En el futuro, Sadler será quien desarrolle varias de las tecnologías más utilizadas, incluyendo muchas de las empleadas por CPS. Además sería el dueño de SadTech, una de las megacorporaciones que dominan el mundo, y en donde trabaja Greg, el esposo de Kiera.
Por su parte, cuando los miembros de Liber8 se dan cuenta de que no es el año al que debían llegar, y que su líder Kagame parece no haber llegado con ellos, deciden iniciar su guerra contra las corporaciones en el 2012.

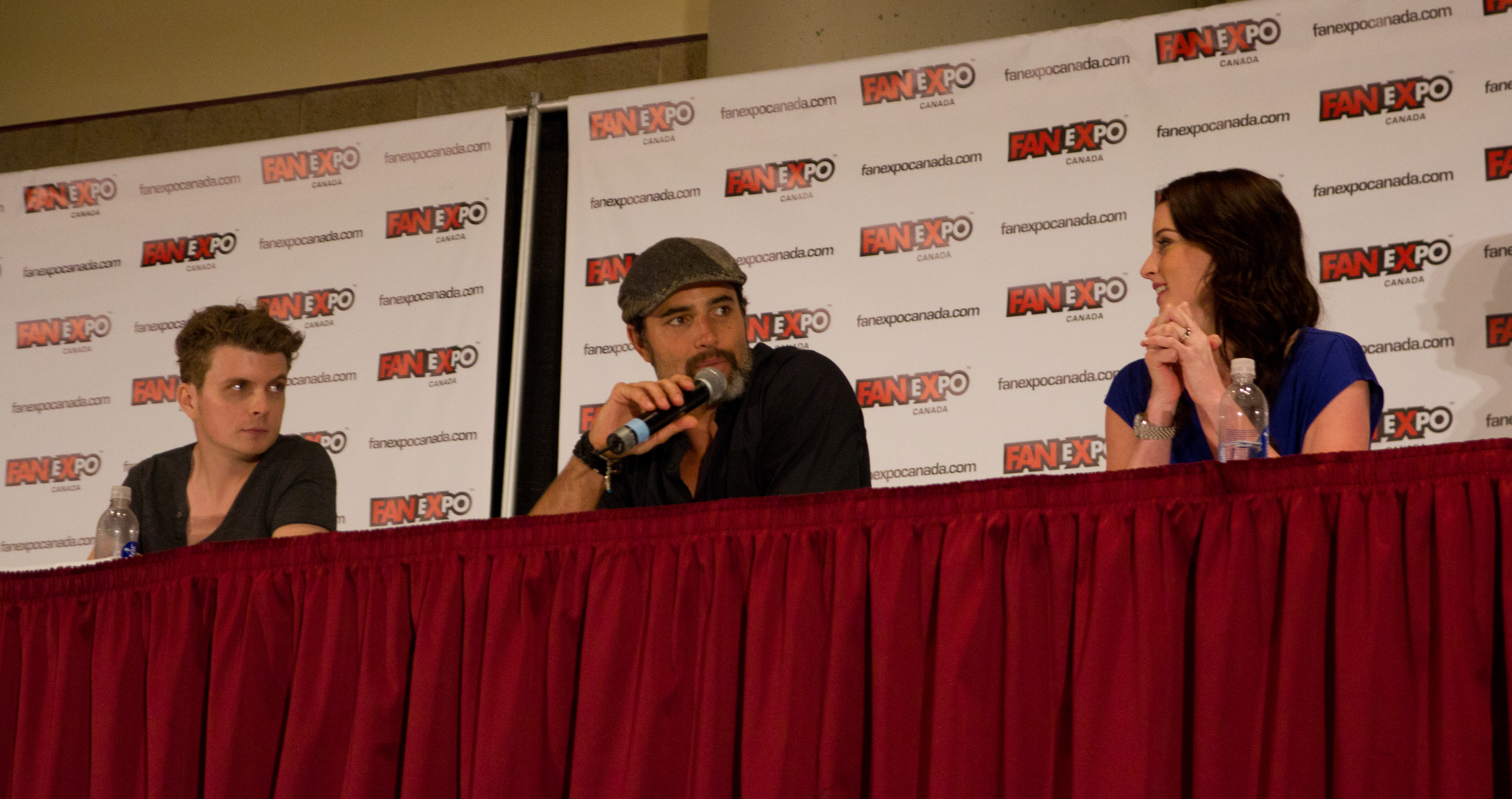
El reparto principal de la serie en la Fan Expo Canada. De izquierda: Erik Knudsen, Victor Webster y Rachel Nichols

## Episodios
| Temporada | Temporada | Episodios | Episodios | Emisión original        | Emisión original     |
| Temporada | Temporada | Episodios | Episodios | Primera emisión         | Última emisión       |
| --------- | --------- | --------- | --------- | ----------------------- | -------------------- |
|           | 1         | 10        | 10        | 27 de mayo de 2012      | 5 de agosto de 2012  |
|           | 2         | 13        | 13        | 21 de abril de 2013     | 4 de agosto de 2013  |
|           | 3         | 13        | 13        | 16 de marzo de 2014     | 22 de junio de 2014  |
|           | 4         | 6         | 6         | 4 de septiembre de 2015 | 9 de octubre de 2015 |

## Producción
El creador de la serie, Simon Barry, explica cómo Showcase recogió el programa:

Desarrollé la idea para las cadenas de EE. UU. (donde había estado vendiendo durante varios años, pero no me aceptaron) y antes de tener la oportunidad de sacar Continuum y presentarlo, CBS me contrató para escribir un piloto diferente. En medio de ese trabajo, mi amigo director Pat Williams se reunió en la cadena Showcase en Canadá y me llamó preso del pánico porque no tenía nada que ofrecer. Le di la idea de Continuum para que la pasara a los ejecutivos de allí. Inmediatamente vieron el potencial y me contrataron para escribir un guion piloto. Debido a que se creó por primera vez con Showcase, había mucho más apetito por la ciencia ficción y los conceptos de flexión de género. Showcase realmente entendió lo que podría ser el programa desde el primer día.

## Tecnología futurista
Algunas de las tecnologías futuristas de las que se hace mención en la serie son:
- Tecnologías utilizadas por los agentes de los CPS
  - Implantes visuales: se sitúan en los ojos, toman datos de la visión del portador, y le añaden información.
  - CMR (Cellular Memory Review/Recall: revisión o recuperación de la memoria celular): permite grabar hasta 36 horas de los sentidos del portador (vista, olores, etc.). Generalmente son descargados cada 24 horas a un servidor de los CPS.
  - Traje biosintético, que otorga distintas habilidades (más fuerza, invisibilidad, protección contra las balas, picana eléctrica, etc.).
  - Herramienta multiusos
  - Arma